# John Coghlan
John Coghlan, född 19 september 1946 i London, är en brittisk trumslagare. Han var med i boogierockgruppen Status Quo 1963–1981. Coghlan är vänsterhänt men spelar på ett normalt uppställt trumset. Efter sitt avhopp från Status Quo engagerade sig Coghlan bland annat i hobbyprojektet John Coghlan's Diesel Band och har även figurerat som gästtrummis i förre Quobasisten Alan Lancasters projektband The Bombers.
Coghlan återvände tillfälligt till Status Quo i mars 2013 då de klassiska bandmedlemmarna från 70-talet återförenades för en Englandsturné som även resulterade i skivan "Back 2SQ 1 - The Frantic Four reunion".